# Papír-újrahasznosítás

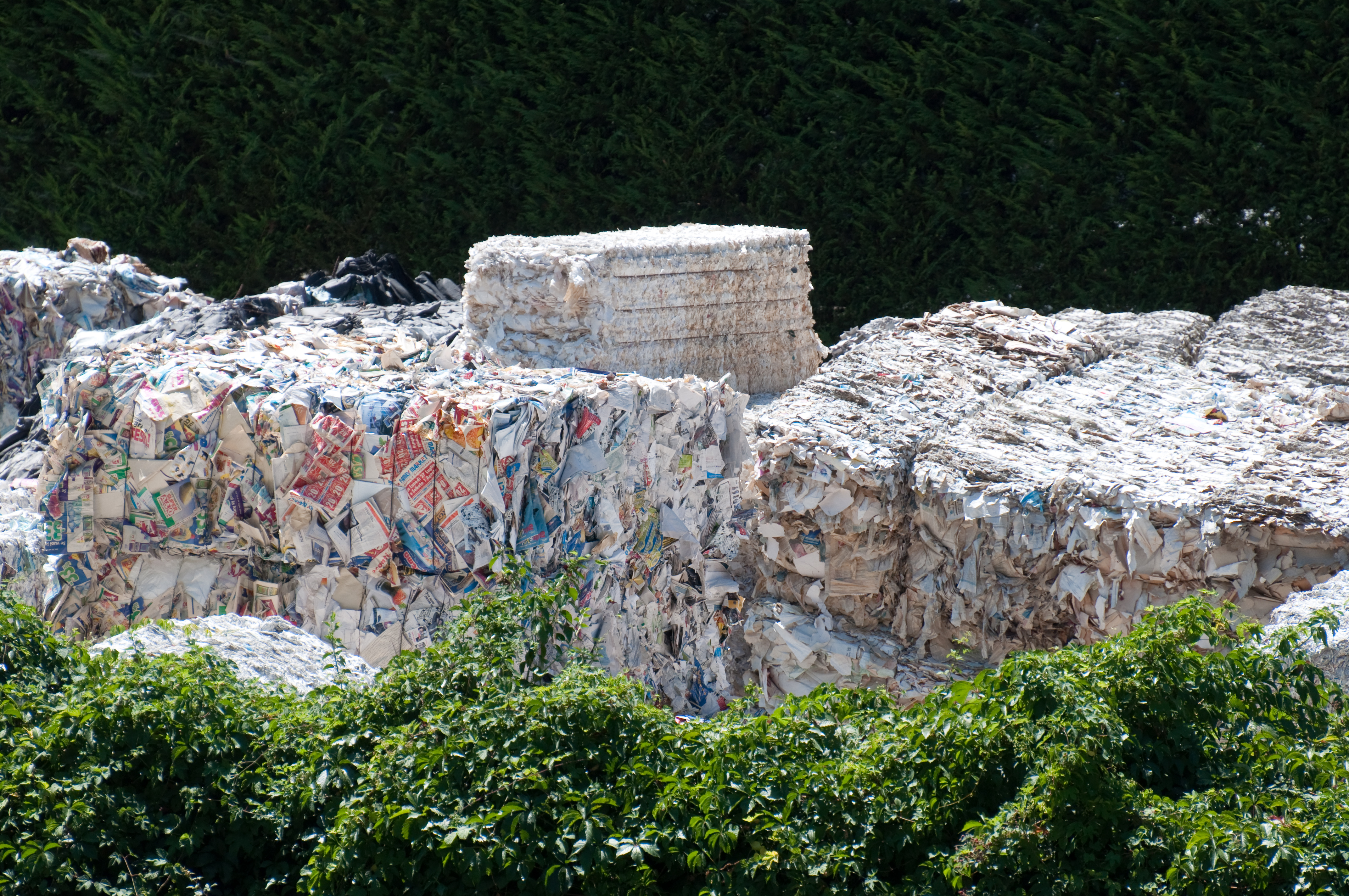
Újrahasznosításra váró papír

A papír-újrahasznosítás a használt papír összegyűjtése és papírgyártásban alapanyagként való újrafelhasználása. A papírmalmokban a keletkezett hulladékot helyben dolgozzák fel. Ma a papírpép 90%-át fából készítik.

## Az újrahasznosítás célja
Becslések szerint az üzleti információk 95%-át még mindig papíron tárolják (1996). Egy tonna papír újrahasznosítása tizenhét fa, 26 m³ víz, egy szeméttelepen 2,3 m³ hely, illetve 320 liter olaj, továbbá 4100 kWh villamosenergia megtakarítását jelenti. Noha a papírt hagyományosan az olvasással és az írással azonosítják, a papírfelhasználás 41%-a ma már a csomagoláshoz köthető.
A papírgyártás felelős a kivágott fák kb. 35%-áért és a világ gazdasági össztermékének 1,2%-át adja.
A papír még mindig a hulladék legnagyobb komponense, a szeméttelepek összetételének 40%-át adja.
Az energiafogyasztást csökkenti az újrahasznosítás, de vitatott a megtakarítás valós mértéke. Becslések szerint egy tonna újságpapír újrahasznosítása kb. 4000 kWh (14 GJ) áramot spórol meg. Ez elegendő egy három hálószobás európai ház egyéves ellátására.

### Újrahasznosított papír termékek
Az újrafeldolgozás tisztasági szintjének megfelelően többféle minőségű anyagot lehet előállítani. Az alapanyag olcsóságának és könnyen formázhatóságának, gyors lebomlásának köszönhetően, sokféle csomagolást állítanak elő. Legismertebb a tojástartó. Kedvezőtlen tulajdonságai a vízgőz- és szagáteresztés, kis szakítószilárdság, amely nedvesség hatására tovább csökken. A hátrányos tulajdonságokat műanyaggal társítva küszöbölik ki.

## Az újrahasznosítás folyamata
A papír újrahasznosítása a használt papír vízzel és vegyszerekkel való keverésével indul. Ezután felaprítják és melegítik, ez a folyamat tovább bontja cellulózszálakká. A keletkező keveréket pépnek vagy zagynak nevezzük. A nyomdafesték részaránya a használt papírban a teljes tömeg kb. 2%-ára tehető.
A pép létrehozásához a nyomdafestéket ki kell vonni a papírrostokból, az ehhez szükséges ipari folyamat a német Justus Claproth találmánya.

## Európai Unió
2004-ben a papír-újrahasznosítás mértéke 54,6% volt Európában.

## Egyesült Államok
Az országban az egy főre jutó átlagos papírfogyasztás mértéke 1999-ben kb. 354 kg volt. 2012-ben kb. 68 millió tonna papírból származó hulladék keletkezett az Amerikai Egyesült Államokban. Ugyanitt 2006-ban a felhasznált papírt rekord mértékben, 53,4%-ban újrahasznosították. 1990-ben ez még csak 33,5% volt. A csomagolóanyag-gyártó cégek által felhasznált papírtermékek az újrafelhasznált csomagolóanyagok 77%-át tették ki. Az országban 1998-ra 9000 „járda menti” gyűjtőprogram (Kerbside collection) és 12 000 újrahasznosító központ létezett. 1999-es adatok alapján 480 újrahasznosító üzem jött létre az összegyűjtött anyagok feldolgozására.
1993 volt az első év, amikor több papírt hasznosítottak újra, mint amennyit szeméttelepeken helyeztek el.
A United States Environmental Protection Agency (Amerikai Környezetvédelmi Ügynökség) szerint az újrahasznosítás 35%-kal kevesebb vízszennyezést és 74%-kal kevesebb légszennyezést okoz az új papír előállításához képest. A papírmalmok a levegő- és a vízszennyezés forrásai is lehetnek.
2008-ban a globális pénzügyi válság nyomán a régi újságok ára amerikai tonnánként 130-ról 40 dollárra csökkent októberben.